# Frank Oppenheimer
Frank Friedman Oppenheimer (* 14. August 1912 in New York City; † 3. Februar 1985 in Sausalito, Kalifornien) war ein US-amerikanischer Physiker.

## Leben

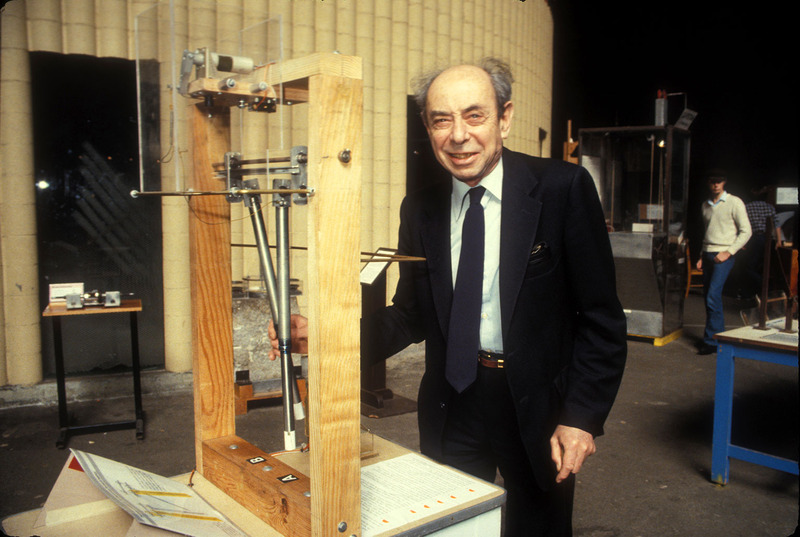
Frank Oppenheimer

Frank Oppenheimer war der acht Jahre jüngere Bruder des berühmten theoretischen Physikers J. Robert Oppenheimer, des ersten Direktors des Los Alamos National Laboratory und wichtigen Mitarbeiters am Manhattan-Projekt.
Oppenheimer, der in seiner Jugend auch einmal überlegte, Flötist zu werden, studierte an der Johns Hopkins University Physik. Nach seinem Bachelor-Abschluss 1933 ging er anderthalb Jahre an das Cavendish Laboratory der Universität Cambridge und wirkte 1935 am Institute di Arcetri in Florenz, wo er an kernphysikalischen Teilchenzählern arbeitete.
Er promovierte am Caltech und war während des Zweiten Weltkriegs am Manhattan-Projekt beteiligt, zuerst an der University of California Radiation Laboratory unter Ernest O. Lawrence, wo er an der Isotopentrennung der Uran-Isotope arbeitete und den Betrieb der ersten Urananreicherungsanlage in Oak Ridge überwachte. Danach arbeitete er in Los Alamos, wo er unter seinem Bruder u. a. Sicherheitsvorkehrungen im Trinity-Test einer Kernwaffe überwachte. Nach dem Krieg ging er nach Berkeley, wo er mit Luis Walter Alvarez und Wolfgang Panofsky am Aufbau des Linearbeschleunigers für Protonen mitwirkte. 1947 wurde er Assistant Professor an der University of Minnesota.
In der McCarthy-Ära wurde seine Karriere abgeschnitten, als seine frühere Mitgliedschaft in der Kommunistischen Partei bekannt wurde, der er nach seiner Heirat 1936 (gegen den Rat seines Bruders) mit seiner Frau beigetreten war. Vor dem McCarthy-Ausschuss weigerte er sich, Namen anderer Mitglieder zu nennen. Er musste seinen Universitätsposten aufgeben und fand auch sonst keine Arbeit mehr als Physiker. Wie er später erfuhr, sandte das FBI zu dieser Zeit warnende Schreiben an Institutionen, an denen er sich bewarb. Hinzu kam, dass ihm die Möglichkeit, im Ausland zu arbeiten, verwehrt blieb, da ihm kein Reisepass ausgestellt wurde. Schließlich verkaufte er eines der Bilder von van Gogh, die er geerbt hatte und kaufte sich vom Erlös eine Rinderfarm in Pagosa Springs in Colorado.
Ende der 1950er Jahre begann er zunächst an einer High School und danach an der University of Colorado zu unterrichten, wo schließlich sein Interesse für Physikdidaktik erwachte. Mit einem Stipendium entwickelte er Laborexperimente für die Schule (Library of Experiments mit etwa 100 Versuchen). Mit einem Guggenheim-Stipendium arbeitete er 1965 am University College in London, um Blasenkammer-Experimente durchzuführen und zur Geschichte der Physik zu forschen. Von den Wissenschaftsmuseen Europas angeregt, entwickelte er das Konzept eines interaktiven Wissenschaftsmuseums, das er 1969 in Form des Exploratoriums in San Francisco verwirklichte und dessen Direktor er bis zu seinem Tod war. 1983 wurde er Fellow der American Association for the Advancement of Science.
Frank Oppenheimer starb am 3. Februar 1985 im Alter von 72 Jahren in Sausalito, Kalifornien.